# Caedicia strenua
Caedicia strenua är en insektsart som först beskrevs av Walker, F. 1869.  Caedicia strenua ingår i släktet Caedicia och familjen vårtbitare. Inga underarter finns listade i Catalogue of Life.